# 릴리 엘베
릴리 엘베(Lili Elbe, 본명: Einar Mogens Wegener, 1882년 12월 28일 ~ 1931년 9월 13일)는 덴마크의 화가, 삽화가이다. 도라 리히터와 함께 세계에서 최초로 성전환 수술을 받은 인물로 알려져 있다.

## 어린 시절과 결혼 생활
1904년 덴마크 왕립 미술 아카데미에서 만났던 화가 겸 삽화가인 게르다 고틀리프(Gerda Gottlieb, 게르다 베게너)와 결혼했다. 에이나르 베게너가 여자 복장을 한 이유는 게르다의 그림 모델이 나타나지 않았기 때문이라고 한다. 에이나르 베게너는 스타킹, 굽이 달린 신발을 신으면서 그림의 다리 모델을 맡았다.
게르다 베게너와 에이나르 베게너 부부는 1912년부터 프랑스 파리에 거주했지만 에이나르 베게너는 그 무렵부터 여장남자로 생활하게 된다. 에이나르 베게너는 원래 여성적인 용모와 몸매를 갖고 있었기 때문에 공공 장소에서 남자로 나와도 바지를 입고 남장한 여자처럼 보였다고 한다. 에이나르 베게너가 클라인펠터 증후군 또는 남녀한몸이라는 가능성이 있었지만 확인되지는 않았다. 에이나르 베게너는 1920년대부터 1930년대까지 항상 여자 옷차림을 하고 다녔고 "릴리 엘베"(Lili Elbe)라는 가명을 사용하게 된다.

## 성전환 수술
에이나르 베게너는 1930년부터 1931년까지 독일에서 5차례에 걸친 성전환 수술을 받았다. 제1차 성전환 수술인 고환 적출술은 베를린에서 의사로 근무하고 있던 마그누스 히르슈펠트(Magnus Hirschfeld)에 의해 진행되었다. 제2차, 제3차, 제4차, 제5차 성전환 수술인 음경 제거술, 난소 이식 수술, 자궁이식 수술은 드레스덴 시립 산부인과 진료소에서 의사로 근무하고 있던 쿠르트 바르네크로스(Kurt Warnekros)에 의해 진행되었다.
에이나르 베게너가 성전환 수술을 통해 완전한 여자가 되었다는 사실은 독일, 덴마크에서 큰 파장을 일으켰다. 이 사실을 확인한 덴마크의 법원은 1930년 10월에 에이나르 베게너와 게르다 베게너 부부의 결혼을 무효 처리했다. 게르다 베게너는 에이나르 베게너의 법률상 성별 변경을 지지했기 때문에 에이나르 베게너는 "릴리 일세 엘베네스"(Lili Ilse Elvenes)라는 이름이 적힌 새 여권을 구했다. 엘베강은 드레스덴을 지나는 강의 이름이다. 1931년 9월 13일 성전환 수술로 인한 면역 거부 반응으로 인해 사망했으며 그의 시신은 독일 드레스덴에 안치되었다.
릴리 엘베와 게르다 베게너 간의 관계에 대해서는 알려져 있지 않다. 릴리 엘베가 위험한 수술을 거듭한 배경에는 프랑스의 미술품 판매업자였던 클로드 르죈(Claude Lejeune)과 사랑에 빠진 뒤부터 완전한 여자가 되고 싶었다는 생각이 있었던 것으로 추정된다.

## 대중 문화
2015년에는 게르다 베게너와 릴리 엘베를 소재로 한 영화 《대니쉬 걸》이 개봉되었다.

## 사진

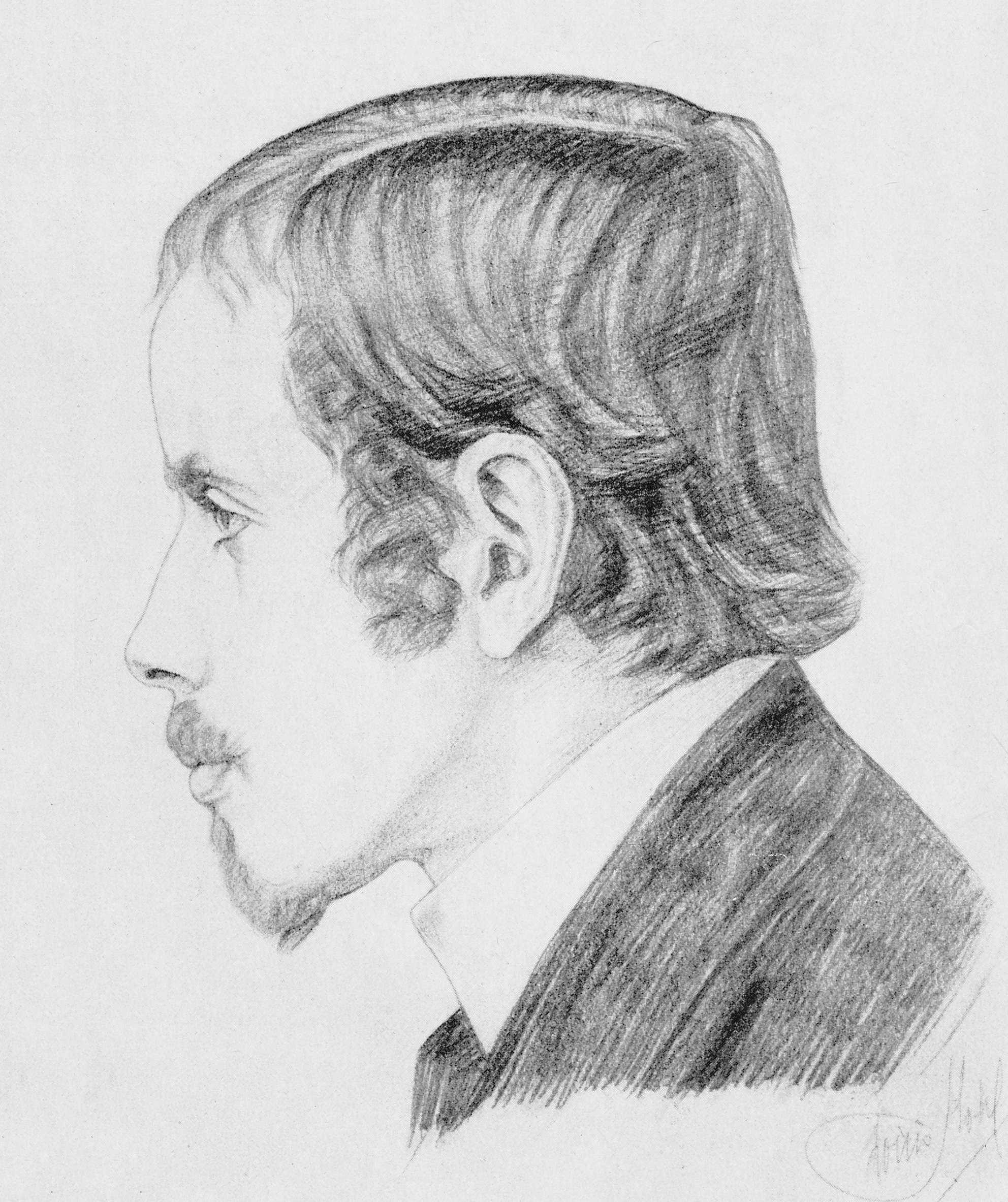
릴리 엘베 (1920년경)
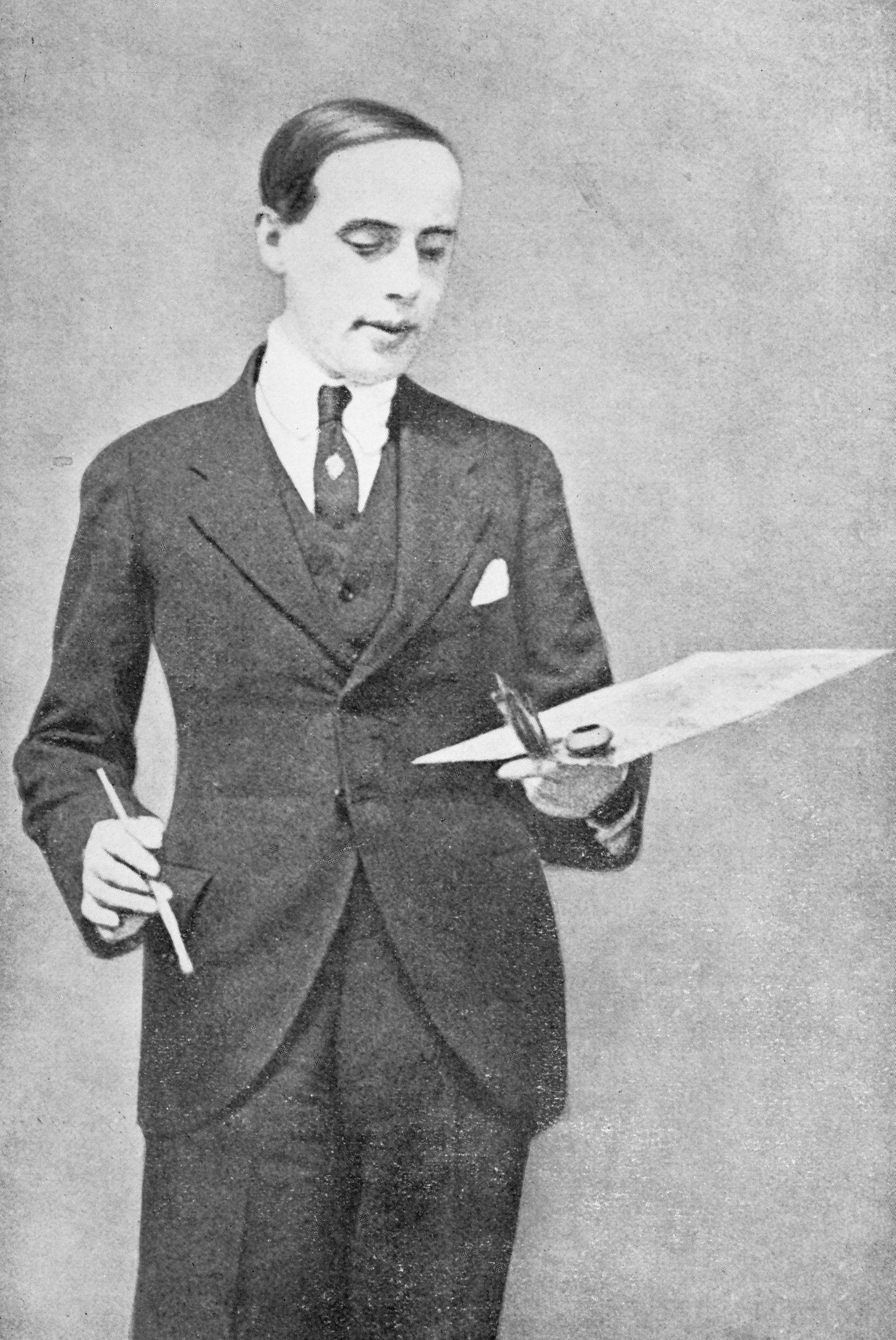
릴리 엘베 (1929년)
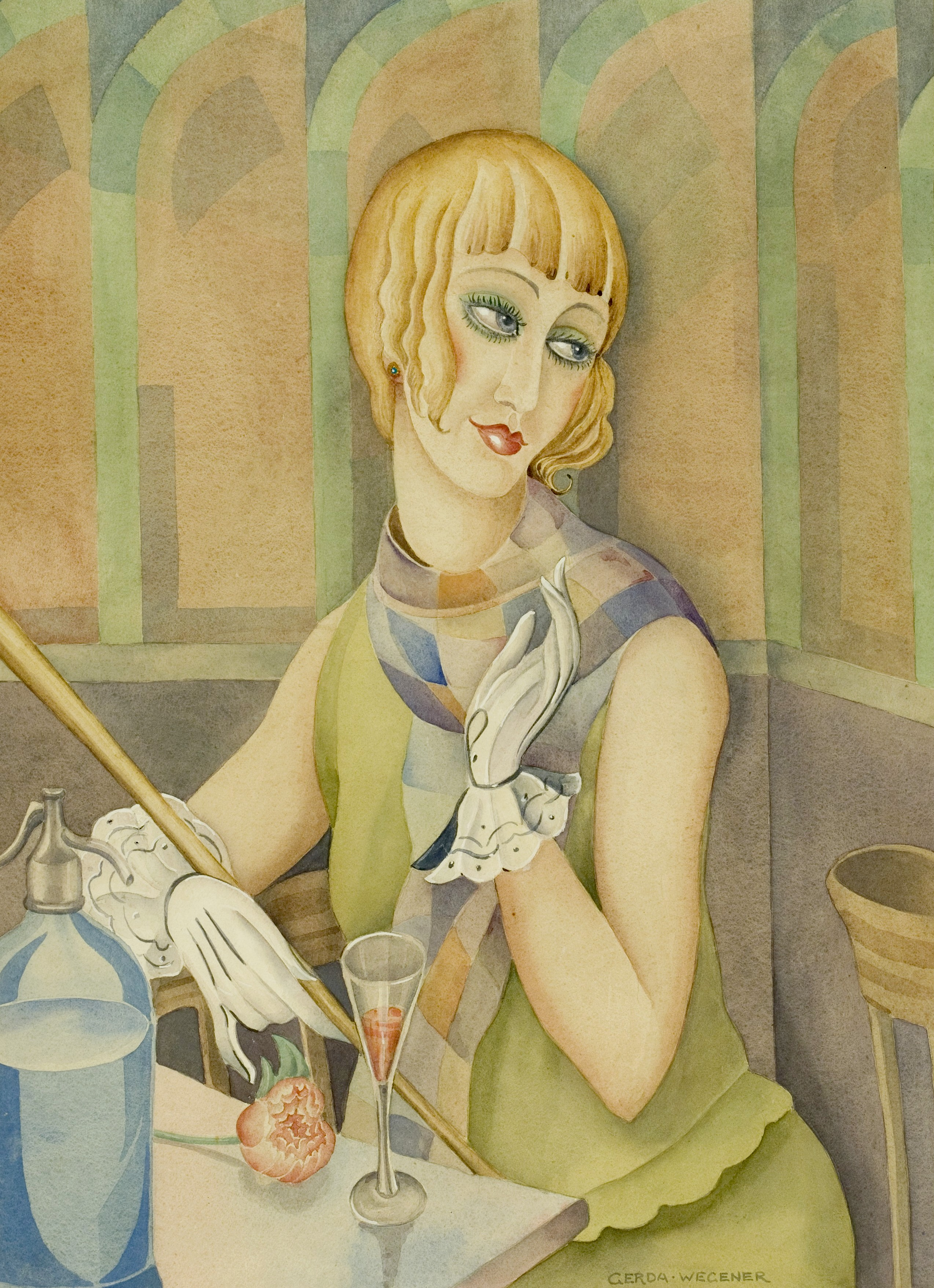
게르다 베게너가 그린 릴리 엘베의 초상화 (1928년경)